# OBESSU
L'organismo europeo delle unioni scolastiche studentesche (Organising Bureau of European School Student Unions - OBESSU) è un'associazione europea che racchiude 31 associazioni studentesche attive nelle scuole superiori di 24 paesi d'Europa. Il Segretariato e il Board (Esecutivo) hanno sede a Bruxelles. È membro associato della European Students'Union.

## Storia
L'OBESSU fu fondata nell'aprile 1975 a Dublino.
Per l'anno 2018/2019 il Board è composto da Edvardas Vaboulas (LMS - Lituania) e Giuseppe Lipari (Rete degli Studenti Medi - Italia) in carica fino all'Assemblea Generale 2020, e da Adrian Barbaroș (CNE - Romania), Bicca Olin (FSS - Finlandia) e Lucija Karnelutti (DOS - Slovenia) in carica fino al 2021. I membri del Board sono infatti eletti dalle Assemblee Generali con overlapping mandate (viene sempre eletta solo parte del board mentre la restante deve ancora finire il proprio mandato), per garantire continuità nella gestione dell'Organizzazione.
Nel 2010 è stata approvata la piattaforma politica che, con limitate modifiche apportate dalle Assemblee Generali e dai Consigli dei Membri, guida ancora oggi l'operato dell'associazione. La piattaforma descrive il ruolo dell'associazione e le politiche da questa sostenute su: diritto allo studio, uguaglianza degli studenti, inclusività dei sistemi d'istruzione, contrasto al bullismo, incentivo agli scambi studenteschi internazionali ed educazione tecnica e professionale di qualità.

## Obiettivi
L'OBESSU ha come obbiettivi principali:
- Rappresentare le prospettive degli studenti nelle istituzioni europee
- Migliorare la qualità e l'accessibilità dell'istruzione in Europa
- Migliorare le condizioni nelle scuole secondarie in Europa e promuovere la solidarietà, la cooperazione e la comprensione fra gli studenti.
- Mettere fine della discriminazione e l'ingiustizia dove esistono all'interno dei sistemi scolastici nei paesi europei.

## Associazioni nazionali affiliate[3]
| Paese                | Nome                                                     | Sigla  | Status    |
| -------------------- | -------------------------------------------------------- | ------ | --------- |
| Austria              | Aktion Kritischer Schüler_Innen                          | AKS    | Membro    |
| Belgio               | Comité des Élèves francophones                           | CEF    | Membro    |
| Bosnia ed Erzegovina | Asocijacija Srednjoškolaca u Bosni i Hercegovini         | ASuBiH | Membro    |
| Rep. Ceca            | Česká středoškolská unie                                 | CSU    | Membro    |
| Danimarca            | Danske Gymnasieelevers Sammenslutning                    | DGS    | Membro    |
| Danimarca            | Erhvervsskolernes ElevOrganisation                       | EEO    | Membro    |
| Danimarca            | Landssammenslutningen af Handelskoleelever               | LH     | Membro    |
| Estonia              | Eesti õpilasesinduste liit                               | ESCU   | Membro    |
| Finlandia            | Finlands Svenska Skolungdomsförbund                      | FSS    | Membro    |
| Finlandia            | Suomen Lukiolaisten Liitto                               | SLL    | Membro    |
| Finlandia            | Suomen Ammattiin Opiskelevat                             | SAKKI  | Membro    |
| Finlandia            | Suomen Opiskelija-Allianssi                              | OSKU   | Candidato |
| Francia              | Mouvement National Lycéen                                | MNL    | Membro    |
| Germania             | SV-Bildungswerk e.V.                                     | SVB    | Affiliato |
| Islanda              | Samband Íslenskra Framhaldsskólanema                     | SIF    | Membro    |
| Irlanda              | Irish Second-Level Students’ Union                       | ISSU   | Membro    |
| Italia               | Rete degli Studenti Medi                                 | RSM    | Membro    |
| Italia               | Unione degli Studenti                                    | UdS    | Membro    |
| Kosovo               | Kosovar Youth Council                                    | KYC    | Affiliato |
| Lituania             | Lietuvos moksleivių sąjunga                              | LMS    | Membro    |
| Lussemburgo          | Union Nationale des élèves et étudiant(e)s du Luxembourg | UNEL   | Membro    |
| Moldavia             | Uniunea Elevilor din Moldova                             | UEM    | Candidato |
| Regno Unito          | National Society of Apprentices                          | NSoA   | Membro    |
| Romania              | Romániai Magyar Középiskolások szövetsége                | MAKOSZ | Membro    |
| Romania              | Consiliul Național al Elevilor                           | CNE    | Candidato |
| Serbia               | Unija srednjoskolaca Srbije                              | UNSS   | Membro    |
| Slovacchia           | Stredoškolská študentská únia Slovenska                  | SUS    | Membro    |
| Slovenia             | Dijaška organizacija Slovenije                           | DOS    | Membro    |
| Spagna               | Confederación Estatal de Asociaciones de Estudiantes     | CANAE  | Membro    |
| Svizzera             | Union der Schülerorganisationen                          | USO    | Membro    |
| Turchia              | Türkiye Öğrenci Senatosu                                 | TÖS    | Affiliato |

## La struttura
L'OBESSU si compone di:
- Board, è l'organismo esecutivo che coordina politicamente l'azione dell'OBESSU, composto da esponenti delle Associazioni Membro eletti durante le Assemblee Generali. I membri del Board hanno deleghe tematiche, e prendono le decisioni in maniera collegiale, non vi è un presidente o un coordinatore, sono tutti sullo stesso livello.[2]
- Segretariato, è l'organismo di gestione amministrativa dell'OBESSU che supporta l'azione del Board e delle Associazioni Nazionali.[4]
- Monitoring Committee, è l'organo di garanzia che controlla la regolarità dell'azione dell'OBESSU e ne stimola l'efficienza. Composto da membri delle Associazioni Nazionali eletti in Assemblea Nazionale, solitamente alla fine del loro percorso associativo.[5]
- Pool of Trainers, non è un organismo vero e proprio, composto da attivisti con esperienza all'interno delle Associazioni Nazionali, che supportano singolarmente il Board ed il Segretariato nell'organizzazione e nello svolgimento degli eventi OBESSU.[6]
- Gruppi di Lavoro, si occupano di tematiche più o meno estese con un mandato di durata e scopo deciso dal COMEM o dalla GA che li istituiscono. Composto da esponenti delle Associazioni Nazionali.[7]
- Assemblea Generale - GA, composta da tutte le associazioni membro OBESSU (incluse le associazioni candidate all'ingresso senza diritto di voto) si incontra annualmente, è l'organo decisionale più importante che modifica la piattaforma politica, approva le iniziative ed il budget dell'associazione, elegge i membri del Board e del Monitoring Committee.
- Consiglio dei Membri - COMEM, è organo decisionale come l'Assemblea Generale, composto allo stesso modo ma non elegge membri del Board e Monitoring Committee.

## Le attività principali
OBESSU organizza approssimativamente 5 conferenze all'anno ognuna con temi relativi all'istruzione.